# Алелюхин, Фёдор Васильевич
Фёдор Васильевич Алелюхин (27 января (8 февраля) 1896 — 9 сентября 1937) — военный лётчик Российской империи, герой Первой мировой войны, Полный Георгиевский кавалер.

## Биография
Из крестьян Вологодского уезда Вологодской губернии, русский, православного вероисповедания.
Общее образование — домашнее.

### Служба в русской армии
В службу вступил 19.08.1914 охотником (добровольцем) 1-й авиационной роты инженерных войск (г. Санкт-Петербург); рядовой.
В сентябре 1914 обучался на офицерских Теоретических курсах авиации при Санкт-Петербургском политехническом институте, затем до 15.03.1915 — в Севастопольской офицерской школе авиации Отдела воздушного флота.
16-18.03.1915 — выполнил практические испытания на аппаратах типа «Фарман» и «Моран-Парасоль», также выполнил условия на звание «военный лётчик».
20.03.1915 — назначен на службу в 30-й корпусной авиационный отряд (9-й Армии); рядовой.
С 24.03.1915 — «в делах и походах против австро-германцев» на Юго-Западном фронте, в районе Буковины. Осуществлял воздушную разведку, бомбометание, обстрелы противника, участвовал в воздушных боях.
За боевые отличия, оказанные в делах против неприятеля, повышен в званиях: ефрейтор (июль 1915), старший унтер-офицер (август 1915), затем произведён в первый офицерский чин прапорщика инженерных войск со старшинством с 12.11.1915 (утв. приказом ЮЗФ № 1497 от 19.11.1915 и ВП от 10.03.1916); младший офицер отряда.
В период с апреля по сентябрь 1915 года за оказанные подвиги и боевые отличия награждён четырьмя Георгиевскими крестами: 4-й, 3-й, 2-й и 1-й степени. Фотография лётчика старшего унтер-офицера Фёдора Алелюхина с описанием его подвигов была опубликована в журнале «Искры» № 46 от 22 ноября 1915 года.
13.10.1916 — приказом по 9-й Армии № 495 переведен «для пользы службы» в 14-й корпусной авиационный отряд; младший офицер отряда. С конца 1916 и до весны 1918 воевал на Румынском фронте.
12.07.1917 (09.08.1917) — переведен «для пользы службы» в 9-й авиационный отряд истребителей (командир отряда — Лойко Иван); младший офицер отряда, лётчик-истребитель.
За выслугу лет на фронте и соответствующее количество часов пребывания в воздухе в боевых условиях досрочно произведен в подпоручики (ПАФ от 19.05.1917, старшинство с 12.05.1916), затем в поручики (старшинство с 12.10.1916). В конце 1917 представлен к чину штабс-капитана (со старшинством с 16.06.1917).
Летал на «Ньюпоре-11». До конца боевых действий (март 1918), будучи в офицерских чинах, награждён пятью боевыми орденами, в том числе — одним румынским.
После Октябрьской революции, в декабре 1917, 9-й авиационный отряд истребителей был украинизирован (большинство военных поддержало Украинскую Центральную Раду и намеревалось войти в состав создаваемой украинской армии), а в марте 1918 отряд как воинская часть бывшей Русской императорской армии был окончательно расформирован, личный состав демобилизован.
Демобилизовавшись 13.03.1918, Фёдор Алелюхин с группой сослуживцев выехал из Румынии в Одессу на службу в украинскую армию.

### Служба в украинской армии
В службу вступил 05.04.1918 военным лётчиком Одесского авиационного дивизиона Армии УНР. Cлужил в Одессе, затем — в Виннице, во 2-м Подольском авиационном дивизионе военно-воздушных сил Украинской державы. Утверждён в звании сотника со старшинством с 12.07.1918.
В ноябре 1918 в составе дивизиона перешёл на сторону Директории УНР и продолжал служить в военной авиации УНР.
Участник польско-украинской войны.

27.11.1918 — по распоряжению командования, в составе эскадрильи, выделенной из Подольского авиационного дивизиона, откомандирован в Западно-Украинскую народную республику, где с 01.12.1918 служил лётчиком в авиационном полку Галицкой армии, сформированном Петром Франко, — сначала в 1-й полевой лётной сотне, затем во 2-й лётной сотне. Летал на «Ньюпоре-23» № 3374. Воздушная разведка была главной задачей, выполняемой авиаторами полка.
10.10.1919 — близ города Монастырище во время полёта был сбит деникинцами, взят в плен и перемещён в Одессу (по другим данным — перелетел к деникинцам добровольно).
В ноябре 1919, после подписания соответствующего соглашения, галичане и деникинцы стали союзниками, лётная сотня, в которой служил Фёдор Алелюхин, была передислоцирована под Одессу, и освобождённый из плена Алелюхин в декабре 1919 вернулся на прежнее место службы.
В начале февраля 1920, во время наступления Красной Армии на Одессу, лётная сотня, в которой служил Алелюхин, получила приказ эвакуироваться в Крым, однако по техническим причинам эвакуация не состоялась. Захваченные Красной Армией части Галицкой армии, в том числе и лётная сотня (переименованная на 1-й Галицкий авиационный отряд), были переформированы большевиками, включены в состав Красной Армии и отправлены на войну с поляками.
Участник советско-польской войны.

18.04.1920 — военлёт Фёдор Алелюхин в составе красноармейского 1-го Галицкого авиационного отряда отбыл из Одессы на фронт. Отряд прибыл в Бердичев, находился в распоряжении 12-й Армии РККА; 26.04.1920 передислоцировался под Казатин.
26-27.04.1920 — железнодорожный узел и город Казатин были захвачены поляками в результате стремительного рейда конницы. Военлёт Алелюхин, как и большинство военнослужащих 1-го Галицкого авиационного отряда, попал в плен к полякам. Вскоре был освобождён и перешёл на службу в Армию УНР (2-го формирования), воевавшую с Красной Армией на стороне поляков.
Служил в 1-й Запорожской авиационной эскадрилье (2-го формирования) Воздушного флота армии УНР. Принимал участие в испытании и перегоне из Италии в Польшу закупленных для украинской армии самолётов.
В начале ноября 1920 в составе 2-го боевого авиационного отряда прибыл из Варшавы на фронт в состав Действующей армии УНР, продолжавшей боевые действия против Красной Армии.
В конце ноября 1920, после прекращения боевых действий, в составе авиаотряда возвратился в Польшу и был там интернирован.
В 1921—1922 годах работал в Быдгоще лётчиком-инструктором в польской школе авиации, при которой содержался интернированным.

### В отставке
В 1922 или 1923 году — вернулся на родину, в Советский Союз.
На 1937 год — проживал в городе Малая Вишера, в то время Ленинградской области; беспартийный, без определённых занятий.
18.08.1937 — арестован. 08.09.1937 — приговорён особой тройкой при УНКВД по Ленинградской области по обвинению по статьям 19, 58-8, 58-10 УК РСФСР к высшей мере наказания — расстрелу.
09.09.1937 — расстрелян и похоронен в Ленинграде.

## Награды
- Георгиевский крест IV степени № 194207 — «За боевые отличия, оказанные в делах против неприятеля.»
- Георгиевский крест III степени № 81905 — «Награжден 31.07.1915 от Имени Государя Императора Его Императорским Высочеством Великим Князем Георгием Михайловичем за подвиги мужества, храбрости и доблести, оказанные в боях 1914—1915 г.г. с австро-германцами.»
- Георгиевский крест II степени № 16254 — «Награжден 15.09.1915 по Высочайшему повелению лично Его Императорским Высочеством Великим Князем Кириллом Владимировичем за отличие в период боев с 15 по 31.08.1915.»
- Георгиевский крест I степени № 3473 — «За то, что под сильным огнем противника и при неблагоприятной погоде 24.09.1915, лично управляя аэропланом, произвел три налета на неприятельские позиции и на северную станцию Черновиц, где сбросил десять пудовых тротиловых бомб, попавших в пакгаузы и станционные здания у г. Черновиц, обстрелял неприятельский аэроплан и заставил его опуститься. Попутно вел наблюдения за неприятельскими позициями и давал ценные сведения.»
- Орден Святого Станислава III степени с мечами и бантом  — «За воздушные разведки с 01.06.1915 по 31.12.1915» (Приказ по 9-й Армии, утверждён ПАФ от 17.04.1917)
- Орден Святой Анны IV степени с надписью «За храбрость» (1917)
- Орден Святой Анны III степени с мечами и бантом (1917)
- Орден Святого Владимира IV степени с мечами и бантом (февраль 1918)[источник не указан 1655 дней]
- Румынский орден Звезды Румынии V класса (рыцарский крест) на ленте «За воинскую храбрость» (март 1918)[источник не указан 1655 дней]